# کل‌های آفریقایی
کل‌های آفریقایی (نام علمی: Kobus) نام یک سرده از تیره گاوان است.